# Blastesthia turionella
Blastesthia turionella là một loài bướm đêm thuộc họ Tortricidae. Nó được tìm thấy ở châu Âu tới miền đông Nga và Nhật Bản. Ở vùng núi, nó sống ở độ cai lên đến 1.200 so với mực nước biển.
Sải cánh dài 14–21 mm. Ở các vùng ấm áp, con trưởng thành bay từ tháng 4 đến đầu tháng 5. Bướm bay trong vòng 6 tuần.
Ấu trùng ăn Pinus sylvestris, Pinus mugo, Pinus nigra và Pinus contorta. Nó cũng được tìm thấy trên Abies alba. 